# Амисский язык
Амисский язык (амис) — язык народности амис (или панцах) — тайваньского коренного народа, живущего вдоль восточного побережья Тайваня. На языке амис говорят от уезда Хуалянь на севере до уезда Тайдун на юге, ещё одна группа амис, проживающая на южном побережье острова, говорит на несколько отличном от северной вариации языке, разновидности амисского языка зачастую выделяются в отдельный язык.
Правительство Тайваня субсидирует СМИ в районах, где проживает много амис (Хуалянь и Тайдун), которые предлагают телепередачи и радиопередачи на амисском, наряду с севернокитайским. Однако очень мало представителей народа амис в возрасте до 20 лет говорят на своем языке (по данным 1995) и неизвестно сколько носителей языка среди 215,377 этнических амис (по данным переписи 2020 года).
С 2017 года амисский язык получил официальный статус на Тайване.
В 2015 году для сохранения амисского языка тайваньскими лингвистами было создано специальное приложение Moedict Amis dictionary (кит. трад. 阿美語萌典 — 方敏英字典), доступное бесплатно для iOS и Android. Создатели приложения оцифровали несколько словарей XIX – начала XX века. Этот проект был осуществлен с помощью краудсорсинга. Среди разработчиков был 82-летний католический священник Морис Пуансо, проработавший в селениях амис и составивший собственный французско-амисский словарь.

## Диалекты
Амис представляет собой диалектный кластер. Северные варианты языка, сакидзая и натаоран, достаточно отличны от остальных, чтобы их можно было выделить в отдельные языки. Остальные диалекты языка амис — тавалонг-вата’ан, группы центральных и южных диалектов, последние включают в себя диалекты малан и хенгчун-амис.

## Фонология
Представленная ниже система отражает центральные диалекты амис (согласно Мэддисону и Райту).

### Согласные
|                          | Губно-губные | Губно-зубные | Зубные    | Альв.  | Палатальные | Велярные | Эпиглот.  | Глот. |
| ------------------------ | ------------ | ------------ | --------- | ------ | ----------- | -------- | --------- | ----- |
| Носовые                  | ⟨m⟩ m        |              | ⟨n⟩ n̪     |        |             | ⟨ng⟩ ŋ   |           |       |
| Смычные                  | ⟨p⟩ p        |              | ⟨t⟩ t̪     |        |             | ⟨k⟩ k    | ⟨'⟩ ʡ ~ я | ⟨^⟩ ʔ |
| Аффрикаты                |              |              |           | ⟨c⟩ t͡s |             |          |           |       |
| Фрикативы                |              | ⟨v⟩ v        |           | ⟨s⟩ s  |             | ⟨g⟩ ɣ    | ⟨x⟩ ʜ     | ⟨h⟩ h |
| Латеральные фрикативы    |              |              | ⟨d⟩ ð̪ ~ ɮ̪ |        |             |          |           |       |
| Дрожащие                 |              |              |           | ⟨r⟩ r  |             |          |           |       |
| Скользящие аппроксиманты |              |              |           | ⟨l⟩ ɺ̠  |             |          |           |       |
| Аппроксиманты            | ⟨w⟩ w        |              |           |        | ⟨j⟩ j       |          |           |       |

Скопления глухих смычных /p t t͡s k ʡ/ произносятся с разбивающей их шва, напр. ⟨ccay⟩ «один» произносится [t͡sət͡saj]; также и /s/ в кластерах: spat «четыре» произносится [səpat⁼]. Гортанная смычка часто не произносится в финали. Звонкие фрикативы, /v ɮ ɣ/ (последний есть только в заимствованных словах) оглушаются до [f] [ɬ] [x] в финальной и, иногда, начальной позициях. Звук /ɮ/ может быть межзубным или пост-дентальным. Сибилянты /t͡s s/ могут смягчаться до [t͡ɕ] и [ɕ] перед /i/. Звук /j/ не встречается в начале слова. Звук /ɺ/ часто постальвеолярный, и в финальной позиции реализуется как [ʡ]: [uʡuɺ̠ə] «жаба».
Звук /ɮ/ реализуется в диалектах очень по-разному. В Фэнбине, городе в центре территории амис, этот звук произносится как центральный зубной фрикатив [ð̪], тогда как в Кангко, всего в 15 км от Фэнбиня, это латеральный звук [ɮ̪]. На севере этот звук реализуется как взрывной [d̪], который ослабляется до [ð̪] в интервокальной позиции.
Как сообщалось, эпиглоттальные также имеют различное произношение на севере региона проживания амис, однако описание этих процессов противоречиво. В центральном регионе, звук /ʜ/ всегда глухой, а /ʡ/ часто сопровождается вибрацией, и произносится как эпиглоттальный дрожащий, иногда трансрибируется в МФА знаком «я». Эдмондсон и Элсинг сообщали, что эти звуки — настоящие эпиглоттальные в начальной и серединной позициях, однако в финальной позиции они эпиглоттально-фарингальные.
В диалекте сакизая различаются звонкий /z/ и глухой /s/.

### Гласные
|          | Передние | Центральные | Задние |
| -------- | -------- | ----------- | ------ |
| Закрытые | i        |             | u      |
| Средние  |          | (ə̆)         |        |
| Открытые |          | a           |        |

В амисе три гласные фонемы — /i a u/. Несмотря на то, что существуют вариации в произношении этих трех гласных, в общем, в амисе они соответствуют трем приведенным транскрипциям, хотя и есть несколько большее продвижение вперед у /a/ и /u/ по отношению друг к другу (в сторону [o]) чем к переднему гласному (в районе [e]).
Звук шва часто используется чтобы разбить кластеры согласных, как было указано выше. Однако, есть небольшое число слов, с краткой шва (пишется e), возможно реализуемой как фонема. Однако, минимальных пар со шва неизвестно, и если он реализуется только как вставной звук для разбиения кластеров согласных, то значит в амисе есть слова без гласных. Примеры с краткой шва — malmes «злой», произносится [maɺə̆mːə̆s], и ’nem «шесть», произносится [ʡnə̆m] или [ʡə̆nə̆m].

## Письменность
Для записи языка амис используется латинский алфавит. Алфавит содержит 23 знака.
A C D E G H I J K L M N NG P R S T U V W X ‘ ^

## Примеры слов
| - lotong: обезьяна - fafoy: свинья - wacu: собака - pusi: кошка - kudiwis: заяц | - cecay: один - tosa: два - tolo: три - sepat: четыре - lima: пять | - enem: шесть - pito: семь - falo: восемь - siwa: девять - polo: десять |

- Ср. с тагалог baboy (свинья), tatlo (три), apat (четыре), lima (пять), anim (шесть), pito (семь), walo (восемь)
- Ср. с капампанган asu (собака), pusa (кошка), atlo (три), apat (четыре), lima (пять), anam (шесть), pitu/pito (семь), walu/walo (восемь), siyam (девять), apulu/apulo (десять), ama (отец) и ima (мать).
- ma olah kako mimali — Я люблю заниматься спортом.
- takaraw ko pi ta’kod — Я прыгаю очень высоко.
- kalamkam ko kacomikay — Я бегаю очень быстро.
- Ira ko tata’angay a mata a ko — У меня большие глаза.
- mamangay a ngapa’ — маленький рот
- takaya’ay a fokes — длинные волосы
- sowalsan ko kahaccay a tamdaw makapahay kako — Все говорят мне, что я красивая.
- ma fana’ay mi asik，misawsaw to kaysing，milidong to fodoy — Я могу помыть пол, посуду и одежду.
- ma olah midmak kako to tayal no loma’ — Я люблю делать домашние дела.
- nawhani ma olah kako to loma’no mako — Потому что я люблю мой дом.

Пример
- Mifaca' ko kaying to riko' — молодая девушка стирает одежду
- Mifaca' koya kaying to riko' — молодая девушка стирает одежду
  - mifaca' — стирать (одежду)
  - kaying — девушка
  - riko'/fudoy — одежда